# Тайна дома с часами
«Та́йна до́ма с часа́ми» (англ. The House with a Clock in its Walls) — американский фэнтезийный комедийный фильм 2018 года режиссёра Элая Рота, основанный на одноимённом романе Джона Беллэрса 1973 года. Главные роли исполнили Джек Блэк, Кейт Бланшет, Оуэн Ваккаро, Рене Элиз Голдсберри, Санни Салджик и Кайл Маклахлен. Фильм рассказывает о 10-летнем сироте Льюисе, которого отправляют жить к дяде Джонатану в старый скрипучий особняк. Вскоре мальчик узнаёт, что раньше в доме жил злой колдун. Universal Pictures выпустила фильм в США 21 сентября 2018 года. Кассовые сборы в мировом прокате составили 131 млн долларов. Картина получила в основном положительные отзывы критиков, которые хвалили актёрский состав, но отмечали, что фильм не полностью раскрыл свой потенциал.

## Сюжет
В 1955 году после гибели родителей в автокатастрофе десятилетний Льюис Барнавельт переезжает жить к своему дяде Джонатану в Нью-Зебеди, штат Мичиган. Все, что у него осталось от родителей, — это подаренный ими магический шар и семейная фотография. В новом доме он знакомится с соседкой и лучшей подругой Джонатана Флоренс Циммерман.
Ночью Льюис недоумевает, услышав тикающий звук в стенах. Льюис начинает осматривать дом и натыкается на Джонатана, разбивающего стену топором. Испугавшись, он убегает и сталкивается с ожившими предметами домашнего обихода. Джонатан признается, что он колдун, а Флоренс — ведьма. Предыдущими владельцами дома были колдун по имени Айзек Изард (бывший друг Джонатана, получивший ранение во время Второй мировой войны) и его злобная жена Селена. Айзек и Селена перед смертью спрятали в стенах дома часы, и Джонатан пытается найти эти часы и узнать их предназначение. Несмотря на предостережения Джонатана, Льюис начинает изучать магию.
В свой первый день в новой школе Льюис знакомится с Тарби Корриганом, который баллотируется на пост президента класса. После победы на выборах Тарби теряет интерес к Льюису.
Мать Льюиса навещает его во сне. Он сетует, что Тарби не видит в нём друга, а она предлагает ему использовать заклинание из запрещенной книги о некромантии, чтобы произвести впечатление на Тарби. В ночь на Хэллоуин Льюис произносит заклинание на кладбище, вызывая призрак Айзека из его могилы.
Льюис замечает Айзека в окне дома соседки, миссис Ханчетт. Он «спасает» её от Айзека и переводит через улицу в дом Джонатана, но прежде чем он успевает найти Джонатана, Айзек появляется у входной двери. Он рассказывает, что миссис Ханчетт — это Селена, которая убила настоящую миссис Ханчетт, украла её личность и использовала её кость для изготовления ключа от часов. Также Селена приняла облик матери Льюиса, чтобы убедить его вызвать Айзека. Айзек объясняет, что чертежи спрятанных им часов были получены от демона Азазеля, который дал их Айзеку, страдавшему от ужасов, свидетелем которых он стал во время войны. Часы должны повернут время вспять, к истокам времён, чтобы человечество никогда не существовало и не творило ужасы. Джонатана, Флоренс и Льюиса прогоняют из дома.
С помощью магического шара они узнают, что часы находятся под бойлером, и возвращаются обратно. Флоренс сражается со змеем, охраняющим комнату, а Джонатан и Льюис преследуют Айзека. Часы превращают Джонатана в младенца, за исключением лица, которое он закрыл игральным картами. Льюис обращается к магическому шару, на котором написано «Попрощайся». Он понимает, что должен забыть боль от потери родителей и использовать свою истинную силу. Он ломает часы, уронив шар, который блокирует шестеренки часов. Льюис взрывает Айзека и Селену магией, которую направляет на часы. Они падают, стареют и в конце концов исчезают из жизни.
Льюис возвращается в школу более уверенным в себе и мстит Тарби и его друзьям, с помощью магии ударив им по головам баскетбольным мячом и попадает точно в корзину, поражая остальных одноклассников. Он начинает дружить с девочкой по имени Роуз Рита Поттингер, которая влюблена в Льюиса. В конце дня Джонатан и Флоренс забирают Льюиса домой, и теперь они втроём живут как обычная семья.

## В ролях
- Джек Блэк — Джонатан Барнавельт, маг, дядя Льюиса
- Кейт Бланшетт — Флоренс Циммерман, колдунья, соседка Джонатана и лучшая подруга
- Оуэн Ваккаро[англ.] — Льюис Барнавельт, 10-летний племянник Джонатана
- Рене Элиз Голдсберри — Селена Изард, колдунья, жена Айзека
- Санни Салджик — Тарби Корриган, одноклассник Льюиса
- Коллин Кэмп — миссис Хэнчетт, любопытная и раздражительная соседка Джонатана
- Лоренца Иззо — миссис Барнавельт, мать Льюиса
- Кайл Маклахлен — Айзек Изард, первый владелец дома
- Ванесса Энн Уильямс — Роуз Рита Поттингер, одноклассница Льюиса

## Съёмки
Основные съёмки начались 10 октября 2017 года.

## Критика
Фильм получил средние оценки кинокритиков. На сайте Rotten Tomatoes у него 65 % положительных рецензий на основе 221 отзыва со средней оценкой 6 из 10. На Metacritic — 57 баллов из 100 на основе 38 рецензий.